# Жажельська сільська рада
Жажельська сільська рада (біл. Жажэльскі сельсавет) — колишня адміністративно-територіальна одиниця в складі Смолевицького району розташована в Мінській області Білорусі. Адміністративним центром було село — Верхмень.
Жажельська сільська рада булав розташована в центральній частині Білорусі, і в центрі Мінської області орієнтовне розташування — супутникові знімки [Архівовано 25 серпня 2011 у WebCite], на північний схід від районного центру Смолевичів.
Рішенням Мінської обласної ради депутатів сільську раду було ліквідовано.